# Saint-Honoré (Isère)
Saint-Honoré é uma comuna francesa na região administrativa de Auvérnia-Ródano-Alpes, no departamento de Isère.